# Беденичка
Беденичка је насељено место у општини Велика Писаница, у области Билогора, Република Хрватска.

## Историја
Село Беденичка је припадала почетком 20. века политичкој општини у Северину, а црквеној општини у Беденику. Школска деца су похађала наставу у Ласовцу.
До територијалне реорганизације у Хрватској насеље се налазило у саставу бивше велике општине Бјеловар.

## Становништво
По попису из 2001. године село је имало 23 становника. Насеље је према попису становништва из 2011. године имало 16 становника.
| Националност       | 1991.       | 1981.       | 1971.       | 1961.        |
| Срби               | 36 (66,66%) | 37 (50,68%) | 79 (73,14%) | 120 (62,17%) |
| Хрвати             | 15 (27,77%) | 12 (16,43%) | 29 (26,85%) | 72 (37,30%)  |
| Југословени        | 3 (5,55%)   | 24 (32,87%) | 0           | 0            |
| остали и непознато | 0           | 0           | 0           | 1 (0,51%)    |
| Укупно             | 54          | 73          | 108         | 193          |